# Giles Corey
Pour les articles homonymes, voir Corey.
Giles Corey, épelé aussi Cory ou Coree (1612 - 19 septembre 1692), est l'une des victimes connues des procès des sorcières de Salem, au Massachusetts, en 1692.

## Biographie
Giles Corey est un fermier prospère, qui vit au sud-ouest de Salem Village (aujourd'hui Danvers ; cf. ancienne carte de 1692). Il est accusé en avril 1692 de sorcellerie, notamment par Ann Putnam et Abigail Williams, alors adolescentes de 12 et 11 ans. Ann Putnam affirme que le spectre de Corey lui a demandé d'écrire dans le livre du diable ; elle ajoute plus tard qu'un fantôme lui a appris qu'il a été assassiné par Corey. D'autres jeunes filles confirment ces accusations en évoquant des agressions par son spectre. Il semble que Corey et son épouse Martha Corey appartenaient au cercle de relations de la famille Porter, qui s'opposait à la faction de la famille Putnam. Corey est souvent décrit comme un vieil homme têtu et difficile, sans doute atteint de démence sénile, qui critique les poursuites pour faits de sorcellerie.
Le cas de Corey est instruit le 18 avril 1692. Corey est ensuite incarcéré plusieurs mois, avec sa femme Martha. L'audience de jugement est tenue en septembre. Une douzaine de témoins viennent déposer contre Corey. Celui-ci refuse de plaider coupable. On crut longtemps que c'était peut-être par crainte de voir son patrimoine confisqué au profit de l'État, mais il est plus vraisemblable que Corey - personne têtue - savait qu'il était condamné d'avance. Il refuse également de se défendre des accusations : il refuse le procès lui-même. Pour avoir choisi de rester ainsi silencieux, il est condamné à subir une peine dénommée peine forte et dure qui consiste en un écrasement par accumulation de pierres sur le corps. Cette peine n'avait encore jamais été appliquée dans la colonie du Massachusetts. Corey meurt au bout de trois  jours, décédant officiellement le 19 septembre 1692. Sa femme Martha est pendue quelques jours plus tard, le 22 septembre 1692.

## Culture populaire
- Une référence au nom de Giles Corey peut être trouvée dans le jeu vidéo Town of Salem.

- Un groupe de  triomphant depressive industrial blues-folk au nom de Giles Corey, sous le label enemies list, interprété par Dan Barrett. (Membre de Have a Nice Life)
- Une référence au nom de Giles Corey et à sa peine de mort est faite dans l’épisode 4 de la quatrième saison de la série Netflix: Les nouvelles aventures de Sabrina

- L'histoire de Giles Corey est mentionnée dans le roman de Samira Ahmed "Résistance"

- Unearth (groupe metalcore) a produit la chanson Giles dans l'album III: In the Eyes of the Fire